# Santuari
En un sentit ampli, un santuari és un lloc respectat o sagrat que correspon a una determinada cultura. El mot santuari designa primerament un lloc sagrat natural —una gruta, un tossal, una font, etc.— sacralitzat per una teofania i que es constitueix per l'erecció d'un altar, d'una pedra, d'una imatge, d'un edicle, etc., i més tard per la construcció d'un temple.
En aquest sentit, els estudis antropològics de les societats primitives actuals, ens diuen que aquestes tenen per sagrades determinades surgències d'aigua com pous o fonts, determinats arbres i sobretot les coves o simplement abrics sota els penyals. Per altra banda, els estudis de la prehistòria consideren que les coves de Lascaux eren un autèntic lloc sagrat per a les pràctiques de màgia associades a la cacera, durant el Paleolític. En ambdós casos, l'interior de la terra, el món soterrat sembla l'hàbitat dels esperits que es comuniquen amb els homes mitjançant aquestes sortides o entrades al submón. Hi ha evidències que s'erigien altars on dipositar ofrenes per propiciar la intervenció benefactora dels esperits de les coves.
En el judaisme al·ludeix la part més interna i sagrada del tabernacle i del temple, anomenada també “sant dels sants”. Per extensió i com a herència del judaisme, fa referència també a la part més santa d'un temple; en les esglésies ortodoxes, el presbiteri, separat de la nau per la iconòstasi.

Els primers santuaris cristians foren capelles edificades sobre les tombes dels màrtirs o dels sants més famosos. Més tard, tingueren aquesta consideració els temples que conservaven imatges miracleres o que s'havien construït per commemorar-hi aparicions.

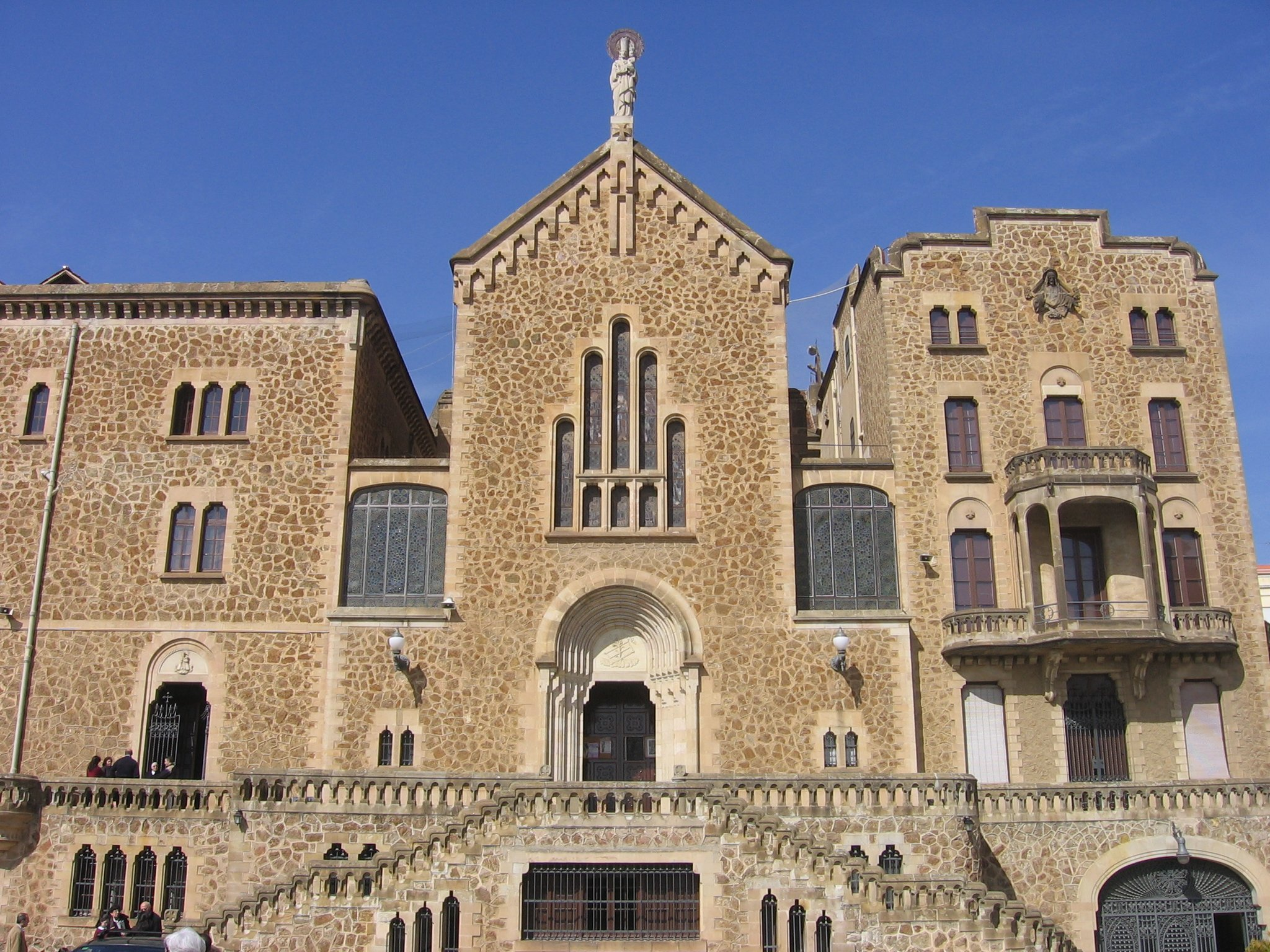
Santuari de Sant Josep de la Muntanya

En el catolicisme un santuari és una capella, església o indret natural el qual és considerat especialment sagrat per haver estat objecte d'una revelació (de Déu, de la Mare de Déu o d'algun sant) o bé per la presència de relíquies o d'imatges particularment venerades, i que ha esdevingut centre de devoció i de pelegrinatge. N'existeixen en totes les religions.
Sovint, al voltant dels santuaris han sorgit institucions d'assistència als pelegrins o de beneficència.

## Santuaris rellevants per a l'Església Catòlica
- El Vaticà a Roma,
- La catedral de Sant Jaume de Compostel·la
- El Reial Santuari de Sant Josep de la Muntanya a Barcelona
- El Santuari de Lourdes al sud de França
- El Santuari de Fàtima a Portugal[2]